# Conservatori Estatal Komitàs de Yerevan
El Conservatori Estatal Komitàs de Yerevan (YKSC) o Conservatori Estatal de Yerevan (YSC), és una escola de música de propietat estatal situada a Yerevan, Armènia.

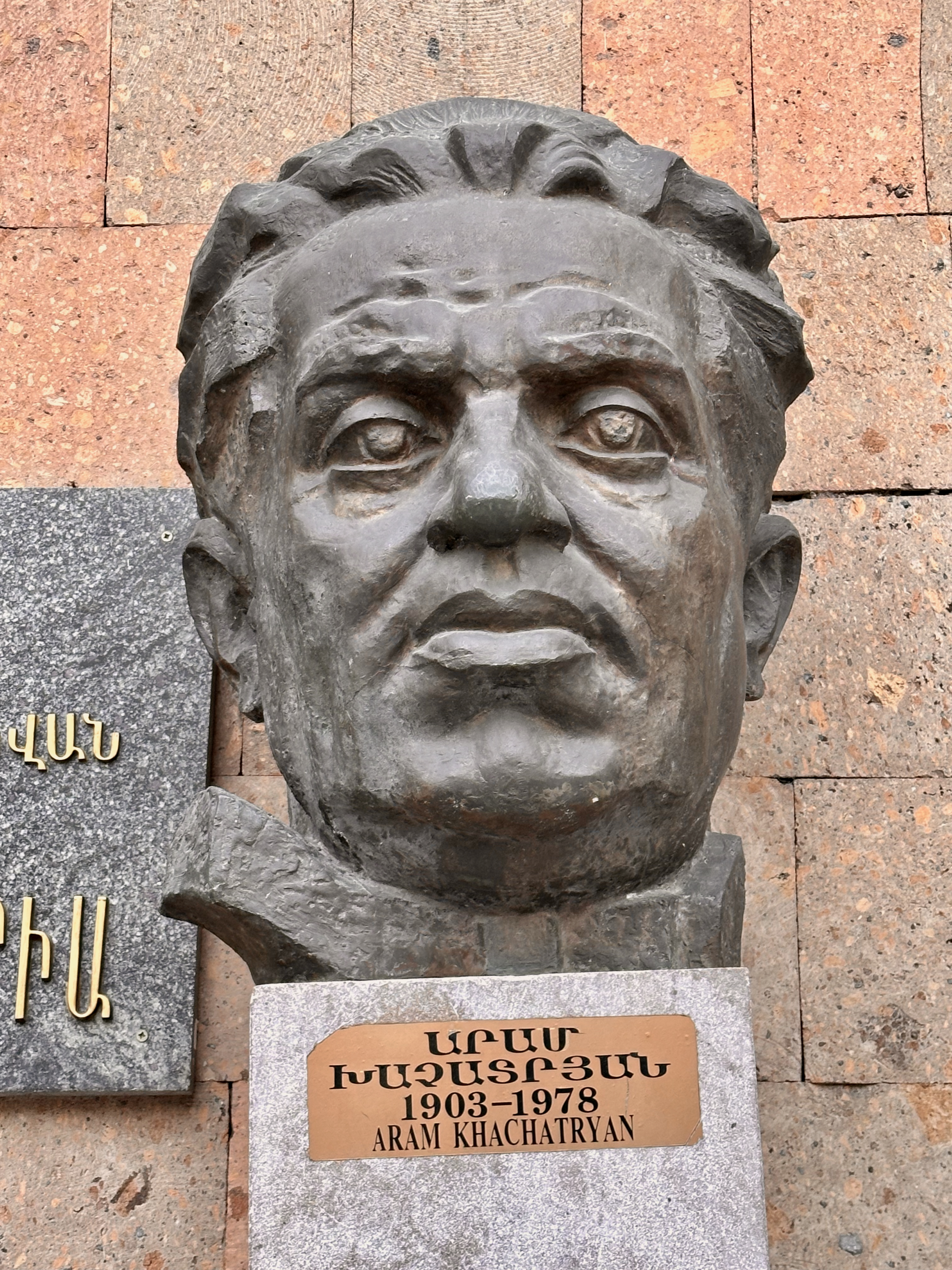
Bust d'Aram Khatxaturian a la façana del Conservatori

L'institut va ser fundat el 1921 com a escola de música per Romanos Melikyan, que en va ser el primer rector. El 1923, es va convertir en conservatori. Porta el nom de Komitàs, el fundador de l'escola nacional de música armènia. El 1924, gràcies als esforços d'Aleksandr Spendiarian i el director Arxak Adamian, es va organitzar la primera orquestra simfònica armènia al conservatori.
El YSC té una orquestra simfònica d'estudiants permanent, orquestres de cambra i instruments folklòrics, un cor folklòric i diferents conjunts de cambra: trios, quartets, un sextet de vent, etc.

## Rectors
- Romanos Melikyan (1923-1924)
- Arxak Adamian (1924-1926)
- Anushavan Ter-Ghevondyan (1926-1930)
- Spiridon Melikyan (1930-1931)
- Snar Snarian (1931-1932)
- Georgi Hovhannisyan (1932-1933)
- Vardan Samvelyan (1933-1936)
- Konstantín Saràdjev (1936-1937)
- Samson Gasparyan (1937-1940)
- Konstantín Saràdjev (1947-1954)
- Grigor Ieghiazaryan (1954-1960)
- Ghazaròs Sarian (1960-1986)
- Edgar Hovhannisyan (1986-1992)
- Tigran Mansurian (1992-1995)
- Armèn Sembatian (1995-2002)
- Serguei Sarajyan (2002-2011)
- Shahen Shahinyan (2011-2018)
- Sona Hovhannisyan (2018-)